# Landgericht Grünberg
Das Landgericht Grünberg war von 1821 bis 1879 ein erstinstanzliches Gericht der ordentlichen Gerichtsbarkeit in der Provinz Oberhessen des Großherzogtums Hessen mit Sitz in Grünberg.

## Gründung
Ab 1821 trennte das Großherzogtum Hessen auch auf der unteren Ebene die Rechtsprechung von der Verwaltung. 
 Die bisher von den Ämtern wahrgenommenen Aufgaben wurden Landräten (zuständig für die Verwaltung) und Landgerichten (zuständig für die Rechtsprechung) übertragen. Dabei wurde der Bezirk des Landgerichts Grünberg aus dem Amt Grünberg und dem Gericht Ober-Ohmen der Herrschaft Riedesel gebildet. Den Herren von Riedesel stand formal weiterhin die Patrimonialgerichtsbarkeit zu. Sie wurde aber nun vom Staat in ihrem Namen ausgeübt.
Übergeordnete Instanz für das Landgericht Grünberg war das Hofgericht Gießen.

## Bezirk
| Gemeinde           | Herkunft                                  | Zugang | Abgang | Verbleib                |
| ------------------ | ----------------------------------------- | ------ | ------ | ----------------------- |
| Allertshausen      | Patrimonialgericht Londorf                | 1822   | 1879   | Amtsgericht Grünberg    |
| Atzenhain          | Amt Grünberg                              | 1821   | 1879   | Amtsgericht Grünberg    |
| Beltershain        | Amt Grünberg                              | 1821   | 1879   | Amtsgericht Grünberg    |
| Bernsfeld          | Amt Grünberg                              | 1821   | 1879   | Amtsgericht Grünberg    |
| Bollnbach          | Amt Grünberg                              | 1821   | 1879   | Amtsgericht Grünberg    |
| Climbach           | Patrimonialgericht Londorf                | 1822   | 1879   | Amtsgericht Grünberg    |
| Ermenrod           | Landgericht Homberg an der Ohm            | 1831   | 1879   | Amtsgericht Grünberg    |
| Flensungen         | Amt Grünberg                              | 1821   | 1879   | Amtsgericht Grünberg    |
| Geilshausen        | Patrimonialgericht Londorf                | 1822   | 1879   | Amtsgericht Grünberg    |
| Göbelnrod          | Amt Grünberg                              | 1821   | 1879   | Amtsgericht Grünberg    |
| Groß-Eichen        | Gericht Ober-Ohmen                        | 1821   | 1879   | Amtsgericht Grünberg    |
| Grünberg           | Amt Grünberg                              | 1821   | 1879   | Amtsgericht Grünberg    |
| Harbach            | Amt Grünberg                              | 1821   | 1879   | Amtsgericht Grünberg    |
| Ilsdorf-Solms      | Landgericht Laubach                       | 1853   | 1879   | Amtsgericht Grünberg    |
| Ilsdorf            | Amt Grünberg                              | 1821   | 1879   | Amtsgericht Grünberg    |
| Kesselbach         | Patrimonialgericht Londorf                | 1822   | 1879   | Amtsgericht Grünberg    |
| Kirschgarten       | Amt Grünberg                              | 1821   | 1879   | Amtsgericht Grünberg    |
| Klein-Eichen       | Gericht Ober-Ohmen                        | 1821   | 1853   | Landgericht Laubach     |
| Londorf            | Patrimonialgericht Londorf                | 1822   | 1879   | Amtsgericht Grünberg    |
| Kleinlumda         | Amt Grünberg                              | 1821   | 1879   | Amtsgericht Grünberg    |
| Lauter             | Amt Grünberg                              | 1821   | 1879   | Amtsgericht Grünberg    |
| Lehnheim           | Amt Grünberg                              | 1821   | 1879   | Amtsgericht Grünberg    |
| Lindenstruth       | Amt Grünberg                              | 1821   | 1879   | Amtsgericht Grünberg    |
| Großlumda          | Amt Grünberg                              | 1821   | 1879   | Amtsgericht Grünberg    |
| Merlau             | Amt Grünberg                              | 1821   | 1879   | Amtsgericht Grünberg    |
| Nieder-Ohmen       | Amt Grünberg                              | 1821   | 1879   | Amtsgericht Grünberg    |
| Ober-Ohmen         | Gericht Ober-Ohmen                        | 1821   | 1879   | Amtsgericht Grünberg    |
| Odenhausen         | Patrimonialgericht Londorf                | 1822   | 1879   | Amtsgericht Grünberg    |
| Queckborn          | Amt Grünberg                              | 1821   | 1879   | Amtsgericht Grünberg    |
| Reinhardshain      | Amt Grünberg                              | 1821   | 1879   | Amtsgericht Grünberg    |
| Rüddingshausen     | Patrimonialgericht Londorf                | 1822   | 1879   | Amtsgericht Grünberg    |
| Ruppertenrod       | Gericht Ober-Ohmen                        | 1821   | 1879   | Amtsgericht Grünberg    |
| Saasen             | Amt Grünberg                              | 1821   | 1879   | Amtsgericht Grünberg    |
| Stangenrod         | Amt Grünberg                              | 1821   | 1879   | Amtsgericht Grünberg    |
| Stockhausen        | Amt Grünberg                              | 1821   | 1879   | Amtsgericht Grünberg    |
| Unter-Seibertenrod | Gericht Ober-Ohmen                        | 1821   | 1853   | Landgericht Ulrichstein |
| Weickartshain und  | Amt Grünberg                              | 1821   | 1879   | Amtsgericht Grünberg    |
| Weitershain        | Patrimonialgericht Londorf                | 1822   | 1879   | Amtsgericht Grünberg    |
| Wettsaasen         | Amt Grünberg                              | 1821   | 1879   | Amtsgericht Grünberg    |
| Winnerod           | Patrimonialgericht Schenk zu Schweinsberg | 1823   | 1861   | Landgericht Gießen      |
| Zeilbach           | Gericht Ober-Ohmen                        | 1821   | 1853   | Landgericht Ulrichstein |

## Weitere Entwicklung
1822 trat die Freiherrliche Familie von Nordeck zur Rabenau die ihr zustehenden Rechte an dem Patrimonialgericht Londorf an das Großherzogtum ab. Dieses ordnete alle hierzu zählenden Ortschaften dem Bezirk des Landgerichts Grünberg zu (siehe: Übersicht).
1823 kam die Gemeinde Winnerod hinzu, bis dahin ein Patrimonialgericht der Herren von Schenck zu Schweinsberg.
Zum 18. Februar 1831 kam die bis zu diesem Zeitpunkt zum Landgericht Homberg an der Ohm gehörende Gemeinde Ermenrod zum Bezirk des Landgerichts Grünberg.
1853 kam es infolge der Neuordnung der Gerichtsbezirke in der Provinz Oberhessen zu weiteren Veränderungen, die zum 15. Oktober 1853 in Kraft traten (siehe: Übersicht).
Zum 1. März 1861 wurde Winnerod in die Bürgermeisterei Bersrod, die zum Bezirk des Landgerichts Gießen gehörte, eingemeindet. Damit verbunden war auch der Wechsel in den Bezirk des Landgerichts Gießen.

## Ende
Mit dem Gerichtsverfassungsgesetz von 1877 wurden Organisation und Bezeichnungen der Gerichte reichsweit vereinheitlicht. Zum 1. Oktober 1879 hob das Großherzogtum Hessen deshalb die Landgerichte auf. Funktional ersetzt wurden sie durch Amtsgerichte. So ersetzte nun das Amtsgericht Grünberg das Landgericht Grünberg. „Landgerichte“ nannten sich nun die den Amtsgerichten direkt übergeordneten Obergerichte. Das Amtsgericht Grünberg wurde dem Bezirk des Landgerichts Gießen zugeordnet.

## Richter
- Karl Bücking, Landrichter (1842–1848)